# Devron García
Devron Kyber García Ducker (ur. 17 lutego 1996 w Roatán) – honduraski piłkarz występujący na pozycji środkowego obrońcy lub defensywnego pomocnika, reprezentant Hondurasu, od 2019 roku zawodnik Realu España.